# 百里奚
百里奚（前726年—前621年），字井伯，百里氏，名奚，也称百里傒、百里子，世人称其为五羖大夫，春秋時代秦國著名政治家，虞國（今山西平陆北）人，原为虞國大夫。其子為孟明視。

## 其他說法
《左传》无百里奚之名，只出现过百里（僖十三年）、孟明（僖三十二年、三十三年及文元年）、百里孟明视（僖三十三年）、孟明视（文二年）。學者馬非百認為，百里奚與孟明視為同一人，百里奚可能姓百里，名視，字孟明。是楚國宛人。

## 生平

### 羊皮換相
百里奚生於前726年。周惠王二十二年（秦穆公五年，前655年），百里奚曾被晉獻公貶為給長女穆姬的陪嫁奴隸（見秦晉之好），不甘受辱又逃到楚國。但才華被其販賣者所發覺，於是告知於官吏，秦穆公派人詢問百里奚的贖身價，販賣者對曰：「五羖皮（五張黑山羊皮）」，於是秦穆公派人給付贖價品，將百里奚迎回奉為上賓，日後再因蹇叔成為重臣。因此百里奚被後人稱為「五羖大夫」。

### 輔穆霸戎
百里奚在主持秦国国政期间，百里奚“謀無不當，舉必有功”，輔佐秦穆公倡导文明教化，实行“重施于民”的政策，让人民得到更多的好处，并内修国政，外图霸业，开地千里，称霸西戎，結束了今甘肃、宁夏等地区的征戰，开始了關中的崛起。这一时期，秦孝公称之为“甚光美”的时代。史载百里奚“三置晋国之君”，“救荆州之祸”，“发教封内，而巴人致贡；施德诸侯，而八戎来服”，使秦穆公成为西戎霸主，春秋五霸之一（有異說）。

### 处罚和逝世
《史记》蒙恬传称百里奚曾遭到秦穆公借故处罚。前621年百里奚病死，享嵩壽105歲。他死后，秦国不论男女都痛哭流涕，连小孩子也不唱歌谣，正在舂米的人也因悲哀而不发出相应的呼声。秦穆公親自厚葬他，感謝他對秦國的貢獻。

## 评价
- 孔子在一次与齐景公的交谈中，曾经谈到秦国。齐景公问，秦国从一个弱小的西方狄戎之国，变强的原因是什么？孔子说：秦国国小，但志大。“其谋也和，法无私而令不愉。”秦穆公和百里奚谈了三天，然后授之以政。这种情况，若不称霸，也就很少有的了。[6]
- 《孟子.萬章上》：萬章問曰：「或曰：『百里奚自鬻於秦養牲者，五羊之皮，食牛，以要秦穆公。』信乎？」孟子曰：「否，不然。好事者為之也。百里奚，虞人也。晉人以垂棘之璧與屈產之乘，假道於虞以伐虢。宮之奇諫，百里奚不諫。知虞公之不可諫而去，之秦，年已七十矣，曾不知以食牛干秦穆公之為汙也，可謂智乎？不可諫而不諫，可謂不智乎？知虞公之將亡而先去之，不可謂不智也。時舉於秦，知穆公之可與有行也而相之，可謂不智乎？相秦而顯其君於天下，可傳於後世，不賢而能之乎？自鬻以成其君，鄉黨自好者不為，而謂賢者為之乎？」
- 趙良：「夫五羖大夫，荊之鄙人也。聞秦繆公之賢而原望見，行而無資，自粥於秦客，被褐食牛。期年，繆公知之，舉之牛口之下，而加之百姓之上，秦國莫敢望焉。相秦六七年，而東伐鄭，三置晉國之君，一救荊國之禍。發教封內，而巴人致貢；施德諸侯，而八戎來服。由余聞之，款關請見。五羖大夫之相秦也，勞不坐乘，暑不張蓋，行於國中，不從車乘，不操干戈，功名藏於府庫，德行施於後世。五羖大夫死，秦國男女流涕，童子不歌謠，舂者不相杵。此五羖大夫之德也。」
- 成海應：「史記及他書, 皆言百里奚治秦之功. 而考之左氏傳, 則只言子桑孟明之倫, 而顧百里則不詳, 只晉人乞糴也, 穆公謂百里與諸乎, 對曰, 天災流行, 國家代有. 救災恤隣道也. 行道有福. 時秦人方怒晉之背約, 豈欲與之糴乎. 然百里之言如此, 眞大臣爲國之道也. 其治秦而用是道, 秦之競, 不亦宜乎. 夫背約, 卽晉之罪, 己何與焉. 有災則斯救之而已. 且古之大臣, 未嘗赫赫然震耀其事功者, 爲所當爲而止. 是故, 觀其國治, 可以考其迹也.」（『硏經齋全集續集』 10冊, 史論, 百里奚）

## 影响
百里奚个人品格高尚，其高尚品格和爱民思想对中国传统士人的人格形成有很大影响。唐宋以前，南阳城西就有百里奚的墓冢（七星冢）并有石麒麟，麒麟岗由此而得名。唐代时候，敬仰百里奚的大诗人李白，多次来南阳游览，感于百里奚伟业，热血沸腾，慨然留下了“秦穆五羊皮，买死百里奚。”和“陶朱与五羖，名播天壤间。”的佳句。
到宋代时候，黄庭坚路过百里奚冢，看到的是斷垣和残碑，感慨系之，寫的下了《過百里奚大夫冢》：
客行感时节，况复思古人。
何年一丘土，不见石麒麟。
斷碑略可讀，大夫身霸秦。
虞侯纳垂棘，將軍西问津。
安知五羊皮，自鬻千金身。
末世工媒孽，浮言垢道真。
幸逢孟轲赏，不愧微子魂。